# Équipe cycliste EQA-Meitan Hompo-Graphite Design
L'équipe cycliste EQA-Meitan Hompo-Graphite Design est une ancienne équipe cycliste japonaise qui participait aux circuits continentaux de cyclisme et en particulier l'UCI Asia Tour. Cette équipe a pris la suite de l'équipe Bridgestone Anchor sous le nom de Cycle Racing Vang. En novembre 2009, les dirigeants de l'équipe annoncent que celle-ci n'aura plus le statut d'équipe continentale en 2010. Elle prend le nom d'équipe Asada et court en amateurs en attendant de pouvoir remonter une équipe continentale.

## Classements UCI
L'équipe participe aux circuits continentaux et principalement à des épreuves de l'UCI Asia Tour. Les tableaux ci-dessous présentent les classements de l'équipe sur les différents circuits, ainsi que son meilleur coureur au classement individuel.
UCI Asia Tour
| Saison | Classement par équipes | Meilleur coureur au classement individuel |
| ------ | ---------------------- | ----------------------------------------- |
| 2009   | 5e                     | Takashi Miyazawa (8e)                     |

## Saison 2008

### Effectif
| Cycliste           | Date de naissance | Nationalité    | Équipe 2007   |
| ------------------ | ----------------- | -------------- | ------------- |
| Yukiya Arashiro    | 22.09.1984        | Japon          |               |
| Koji Fukushima     | 21.08.1973        | Japon          |               |
| Shinichi Fukushima | 13.09.1971        | Japon          |               |
| Masaaki Kikuchi    | 9.04.1986         | Japon          | Néo-pro       |
| Ng Yong Li         | 6.10.1985         | Malaisie       | Vitória-ASC   |
| Prajak Mahawong    | 19.11.1981        | Thaïlande      |               |
| Nariyuki Masuda    | 23.10.1983        | Japon          | Miyata-Subaru |
| Takashi Miyazawa   | 27.02.1978        | Japon          |               |
| Yasuharu Nakajima  | 27.12.1984        | Japon          |               |
| Kazuya Okazaki     | 10.05.1972        | Japon          |               |
| Miyataka Shimizu   | 23.11.1981        | Japon          |               |
| Yin-Chih Wang      | 21.10.1988        | Taipei chinois | Néo-pro       |

### Victoires
| Date       | Course                                   | Pays   | Classe | Vainqueur          |
| ---------- | ---------------------------------------- | ------ | ------ | ------------------ |
| 10/05/2008 | 2e étape du Tour de Kumano               | Japon  | 2.2    | Yukiya Arashiro    |
| 11/05/2008 | Classement général du Tour de Kumano     | Japon  | 2.2    | Miyataka Shimizu   |
| 20/05/2008 | 3e étape du Tour du Japon                | Japon  | 2.2    | Shinichi Fukushima |
| 10/06/2008 | Championnat du Japon du contre-la-montre | Japon  | CN     | Kazuya Okazaki     |
| 06/08/2008 | 1re étape de Paris-Corrèze               | France | 2.1    | Miyataka Shimizu   |
| 07/08/2008 | Classement général de Paris-Corrèze      | France | 2.1    | Miyataka Shimizu   |
| 20/08/2008 | 2e étape du Tour du Limousin             | France | 2.1    | Yukiya Arashiro    |
| 16/09/2008 | Tour de Hokkaido                         | Japon  | 2.2    | Takashi Miyazawa   |
| 08/11/2008 | 1re étape Tour de Okinawa                | Japon  | 2.2    | Yukiya Arashiro    |
| 09/11/2008 | 2e étape Tour de Okinawa                 | Japon  | 2.2    | Yukiya Arashiro    |
| 09/11/2008 | Classement général du Tour de Okinawa    | Japon  | 2.2    | Yukiya Arashiro    |

## Saison 2009

### Effectif
| Coureur            | Date de naissance | Nationalité  | Équipe 2008           | Équipe 2010             |
| ------------------ | ----------------- | ------------ | --------------------- | ----------------------- |
| Mickaël Damiens    | 26.05.1986        | France       | Néo-pro               |                         |
| Shinichi Fukushima | 13.09.1971        | Japon        |                       | Geumsan Ginseng Asia    |
| Gregor Gazvoda     | 15.10.1981        | Slovénie     | Perutnina Ptuj        | ARBÖ KTM-Gebrüder Weiss |
| Masaaki Kikuchi    | 09.04.1986        | Japon        |                       | Nippo                   |
| Nariyuki Masuda    | 23.10.1983        | Japon        |                       | Nippo                   |
| Takashi Miyazawa   | 27.02.1978        | Japon        |                       | Nippo                   |
| Yasuharu Nakajima  | 27.12.1984        | Japon        |                       | Nippo                   |
| Kazuya Okazaki     | 10.05.1972        | Japon        |                       |                         |
| Sung Baek Park     | 27.02.1985        | Corée du Sud | Seoul                 | KSPO                    |
| Guillaume Pont     | 15.11.1979        | France       | Ex-pro (Yawadoo 2007) | SP Tableware            |
| Joon Yong Seo      | 14.03.1988        | Corée du Sud | Néo-pro               | Seoul                   |
| Miyataka Shimizu   | 23.11.1981        | Japon        |                       | Bridgestone Anchor      |

### Victoires
| Date       | Course                                 | Pays  | Classe | Vainqueur        |
| ---------- | -------------------------------------- | ----- | ------ | ---------------- |
| 09/09/2009 | 1re étape du Tour de Hokkaido          | Japon | 2.2    | Takashi Miyazawa |
| 12/09/2009 | 5e étape du Tour de Hokkaido           | Japon | 2.2    | Takashi Miyazawa |
| 13/09/2009 | Classement général du Tour de Hokkaido | Japon | 2.2    | Takashi Miyazawa |